# Coppin State Eagles
Coppin State Eagles (español: las Águilas de la Estatal Coppin) es el nombre de los equipos deportivos de la Universidad Estatal Coppin, situada en Baltimore, Maryland. Los equipos de los Eagles participan en las competiciones universitarias organizadas por la NCAA, y forman parte de la Mid-Eastern Athletic Conference.

## Programa deportivo
Los Eagles compiten en 5 deportes masculinos y en 7 femeninos:
| - Masculino - Baloncesto - Béisbol - Atletismo - Tenis - Cross | - Femenino - Cross - Baloncesto - Bowling - Softball - Voleibol - Atletismo - Tenis |

## Instalaciones deportivas
- Physical Education Complex es el pabellón donde disputan sus partidos los equipos de baloncesto y voleibol. Fue inaugurado en 2009 y tiene una capacidad para 4.100 espectadores.[1]
- Joe Cannon Stadium es el estadio donde disputan sus encuentros el equipo de béisbol. Tiene una capacidad para 1.500 espectadores.[2]